# Belvidere (Dacota do Sul)
Belvidere é uma cidade  localizada no estado norte-americano de Dacota do Sul, no Condado de Jackson.

## Demografia
Segundo o censo norte-americano de 2000, a sua população era de 57 habitantes. 
Em 2006, foi estimada uma população de 57, um aumento de 0 (0.0%).

## Geografia
De acordo com o United States Census Bureau tem uma área de 
2,3 km², dos quais 2,2 km² cobertos por terra e 0,1 km² cobertos por água. Belvidere localiza-se a aproximadamente 711 m acima do nível do mar.

## Localidades na vizinhança
O diagrama seguinte representa as localidades num raio de 40 km ao redor de Belvidere. 